# 沈祖伦
沈祖伦（1931年3月—2023年2月27日），男，汉族，浙江宁波人。中国共产党党员，中华人民共和国政治人物，曾任浙江省人民政府省长。女儿沈跃跃。

## 生平
1948年4月，沈祖伦加入中国共产党，并投身于革命。
1948年至1949年，先后担任浙江省慈溪县（今慈溪市）工委委员，慈溪县委宣传干事，宁波市地委基点乡工作组副组长、组长，慈溪县委巡视组组长、秘书处负责人等职务。1950年起，先后出任浙江省宁波地委秘书、秘书科副科长等职务，并担任了江华（时任中共浙江省委第一书记）的机要秘书。
1966年，在文革中受冲击。1973年，任职于浙江省省委办公室。1977年至1987年，先后出任浙江省绍兴县委副书记，绍兴县改革委员会副主任，绍兴县委副书记，绍兴市委书记，浙江省农业委员会副主任、党组成员，嘉兴地委副书记，浙江省人民政府秘书长。
1983年，出任浙江省副省长，省委常委。并担任浙江省军区司令和参谋长，浙江省对外友协会会长。1987年9月，出任浙江省委副书记，后出任浙江省代省长。1988年2月，出任浙江省省长。1991年3月至1993年10月，为浙江省委副书记。
沈祖伦是中共第十三届中央委员，第七届全国人民代表大会代表，第八、九届全国政协常委。
2023年2月27日，因病医治无效在浙江杭州逝世，享年91岁。2023年3月7日，遗体火化，中共中央总书记习近平送了花圈。